# Sidi Ben Adda
Sidi Ben Adda – miasto w północnej Algierii, w prowincji Ajn Tumuszanat.